# Henriette de Nevers
Henriette de Nevers, född de Cleves 31 oktober 1542, död 24 juni 1601, var en fransk hovdam, hertiginna av Nevers. Hon är känd som en av karaktärerna i Drottning Margot av Alexandre Dumas den äldre, liksom i dess filmatisering, Drottning Margot (1994). 
Hon var dotter till Francois I, hertig de Nevers, och Marguerite de Bourbon-La Marche. Hon var syster till Catherine de Cleves och Marie de Cleves och kusin till kung Henrik IV av Frankrike. Hon gifte sig år 1565 med Ludvig Gonzaga och blev mor till hertig Karl I av Mantua. 
Henriette de Nevers ärvde år 1564 titlarna hertig av Nevers och greve av Rethel sedan hennes bröder båda hade avlidit utan arvingar. När hon gifte sig året därpå tillföll titlarna även hennes make. Hon lyckades ordna upp de skulder hennes bröder hade förorsakat och blev sedan en av franska kronans främsta kreditorer. 
Hon var anställd som hovdam hos drottning Katarina av Medici och personlig vän och förtrogen till drottning Margareta av Valois. Hon hade ett förhållande med den italienske äventyraren Annibale de Coconnas, som tillsammans med Joseph Boniface de La Mole halshöggs sedan de år 1574 hade medverkat i en komplott mot kung Karl XI med stöd av kungens bror Frans Hercule av Anjou. Enligt ryktet begravde hon och Margareta av Valois de båda konspiratörernas avhuggna huvuden istället för att låta dem bli offentligt utställda.